# Tonight: Franz Ferdinand
Tonight: Franz Ferdinand je třetí studiové album skotské indie rockové kapely Franz Ferdinand vydané 26. ledna 2009 (v Austrálii vyšlo 24. ledna, v USA 27. ledna 2009).
Na desce začala skupina pracovat až začátkem roku 2007, ačkoliv Alex Kapranos měl v zásobě asi osm skladeb, jenž napsal během turné v roce 2005. Chtěl totiž, aby nové písně zněly naprosto odlišně od všeho, co doposud vydali a také, aby s albem nespěchali. To bylo také příčinou nekonečného odkládání jeho vydání (opět u Domino Records). Původně měl být producentem Brian Higgins, v březnu 2008 se však po vzájemných neshodách domluvili s Danem Careym. Oficiální zprávy hovořily o tom, že práce na albu byly ukončeny 20. září 2008, přesto si však kapela vyhradila poměrně dlouhý časový prostor k tomu, aby mohli dolaďovat jednotlivé skladby.

## Obsazení
- Alex Kapranos – kytara, zpěv
- Nick McCarthy – kytara, zpěv, klávesy
- Bob Hardy – basová kytara
- Paul Thomson – bicí, perkuse, pomocné vokály

## Seznam písní
1. „Ulysses" (3:13)
2. „Turn It On" (2:23)
3. „No You Girls" (3:44)
4. „Send Him Away" (3:01)
5. „Twilight Omens" (2:32)
6. „Bite Hard" (3:31)
7. „What She Came For" (3:28)
8. „Live Alone" (3:36)
9. „Can't Stop Feeling" (3:05)
10. „Lucid Dreams" (7:58)
11. „Dream Again" (3:20)
12. „Katherine Kiss Me" (2:56)

## Singly z alba
- „Ulysses“
- „Lucid Dreams“

## Umístění
| Hitparáda | Umístění |
| --------- | -------- |
| UK        | 2        |
| USA       | 9        |
| AUS       | 6        |